# Amado Boudou

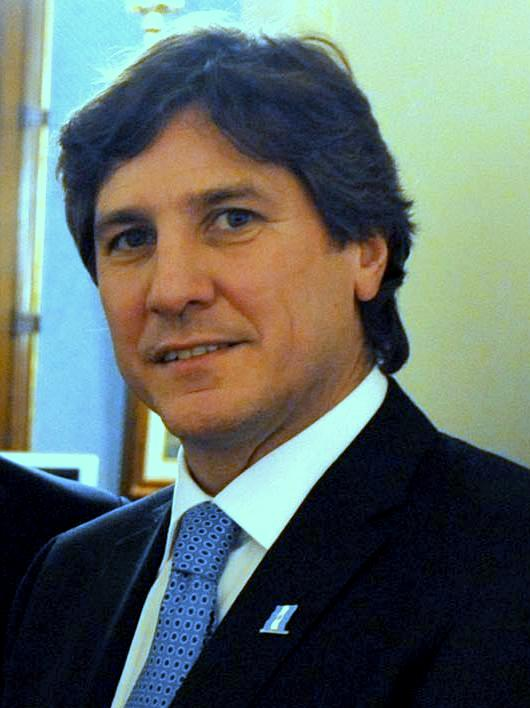
In 2009

Amado Boudou (19 november 1962) is een Argentijns politicus en econoom. Hij was minister van economie tussen 2009 en 2011 en vice-president tussen 2011 en 2015. In 2014 werd hij aangeklaagd voor corruptie. In 2018 werd hij hiervoor veroordeeld tot bijna 6 jaar cel en een levenslang verbod op politieke mandaten.